# Coelopleurus exquisitus
Coelopleurus exquisitus is een zee-egel uit de familie Arbaciidae. De wetenschappelijke naam van de soort werd voor het eerst geldig gepubliceerd in 2006 door Coppard & Schultz.